# Chiesa di San Benedetto (San Giovanni Ilarione)
La chiesa di San Benedetto è la parrocchiale di Cattignano, frazione del Comune di San Giovanni Ilarione, in provincia di Verona e diocesi di Vicenza; fa parte del Vicariato di San Bonifacio-Montecchia di Crosara, precisamente dell'Unità Pastorale di San Giovanni Ilarione.

## Storia
La chiesa dedicata al fondatore dell’Ordine Benedettino è citata per la prima volta nella visita pastorale del 1582 compiuta dal Vescovo di Vicenza Michele Priuli. All’epoca era soggetta alla chiesa parrocchiale di San Giovanni Battista in Castello, con cappellano mantenuto dagli abitanti e in parte dal Comune.
Nel XVI secolo la chiesa aveva tre altari: quello maggiore, dedicato al Santo patrono, a destra quello di San Valentino e alla sinistra quello del Santissimo Crocifisso. Non vi erano sacrestia, né cimitero, ma solo una piccola abitazione per il cappellano.
Già nella visita pastorale del 1666 compiuta dal Vicario del Vescovo Giuseppe Civran le cose risultano cambiate: esiste una sacrestia dietro l’altare maggiore e la dedicazione dell’altare del Santissimo Crocifisso risulta cambiata, venendo nominato San Francesco d’Assisi.
Altre informazioni si attingono dalla visita pastorale del 1745 compiuta da Antonio Maria Priuli, tra cui l’indulgenza plenaria nel giorno di San Valentino, stabilita nel Breve Apostolico del 31 agosto 1740 e valido per sette anni.
Verso l’Ottocento gli abitanti edificarono una chiesa più ampia e, grazie alla relazione del parroco di Castello del 1913, sappiamo che fu aperta ai fedeli per decreto del Vescovo Giuseppe Maria Peruzzi il 17 settembre 1829.
Nel 1939, per iniziativa popolare, fu costruito il cimitero, mentre il 14 giugno 1947, con decreto del Vescovo Carlo Zinato, Cattignano diventa parrocchia autonoma, scelte entrambe dovute all’eccessiva distanza con la chiesa di Castello.
Dal 1952 la processione votiva che si svolgeva la prima domenica di maggio in devozione alla Madonna delle Grazie alla chiesa di San Giovanni Battista in Castello cambiò metà, dirigendosi verso l’Oratorio di Santa Maria Ausiliatrice in contrada Belloca.

## Descrizione

### La facciata
La facciata è molto semplice, con quattro lesene. Al centro un portale rettangolare sovrastato da un timpano e, più in alto da una finestra a lunetta.

Sul culmine del timpano, su basamento in pietra, è collocata una croce metallica.

### Interno
La chiesa ha un’aula rettangolare di 27x12 metri e vede la presenza di due altari laterali, mentre sul soffitto il dipinto raffigurante l’Assunta è opera del pittore locale Giuseppe Zandonà e ne sostituisce uno precedente.
Ai lati dell’ingresso, in due nicchie sono poste due statue: a destra quella del Sacro Cuore, a sinistra quella di San Francesco d’Assisi.
L’altare di destra, in pietra tenera e due colonne rivestite di marmorino, risalente al 1740, è dedicato alla Madonna del Rosario. Al centro è collocata una statua lignea cinquecentesca della Vergine Maria in preghiera con il Bambino Gesù sulle ginocchia, restaurata nel 2021 da Andrea Ciresola. Quest’opera era collocata in una piccola chiesetta in contrada Capo ed è stata donata dai fratelli Marchesini di Vestenavecchia negli anni Venti del XX secolo.
L’altare di sinistra, con lineamenti barocchi, in pietra dura e marmo rosso, con due colonne, è dedicato a San Valentino. Il cartiglio ricorda la sua costruzione nel 1737. La pala d'altare è attribuita al vicentino Costantino Pasqualotto e raffigura la ‘’Vergine col Bambino e i Santi Bovo e Valentino’’, santi invocati rispettivamente contro le malattie degli animali domestici e contro l’epilessia.
Nel presbiterio è collocato l’altare maggiore, in pietra tenera e quattro colonne di marmo rosso, con tabernacolo in marmo bianco, risalente al 1727. Sull’altare vi è una pala raffigurante San Benedetto da Norcia, mentre sul soffitto sono dipinti i Quattro Evangelisti.

## Campanile e campane
Già nella visita pastorale del 1582 si parla di una campana, mentre nel 1666 il vicario del Vescovo dichiara la presenza di un piccolo campanile.
L’attuale torre, collocata di fronte alla facciata della parrocchiale, fu inaugurata nel 1881. Presenta un notevole basamento, fronti intonacati con due marcapiani e angoli in pietra. La cella campanaria ha quattro monofore con balaustra. In alto un tamburo (architettura) a sezione ottagonale, con quattro pinnacoli agli angoli, su cui si erge la cuspide sormontata dalla croce.
Il concerto campanario collocato nella torre è composto da 5 campane in RE3 montate alla veronese ed elettrificate. Questi i dati del concerto:
1 – RE3 - diametro 1205 mm - peso 950 kg - Fusa nel 1911 da Cavadini di Verona
2 - MI3 – diametro 1070mm - peso 670 kg - Fusa nel 1911 da Cavadini di Verona
3 – FA#3 – diametro 955 mm - peso 480 kg - Fusa nel 1911 da Cavadini di Verona
4 - SOL3 - diametro 895 mm - peso 390 kg - Fusa nel 1911 da Cavadini di Verona
5 – LA3 - diametro 795 mm - peso 280 kg - Fusa nel 1911 da Cavadini di Verona.